# Roger Dafflon

Roger Dafflon (1971)

Roger Dafflon (* 2. Dezember 1914 in Genf; † 26. März 1996 ebenda) war ein Schweizer Politiker (PdA).

## Leben
Roger wurde 1914 als Sohn des Arbeiters Charles Dafflon und seiner Ehefrau Jeanne Marie Andrey in Genf geboren. Nach dem Besuch der Primarschule arbeitete er als Bau-Hilfsarbeitskraft. 1932 trat er der Sozialistischen Jugend bei und wurde als Handelsvertreter tätig. 1936 ordentliches Mitglied der Sozialdemokratischen Partei der Schweiz. 1943 war Dafflon an der Gründung der Volkspartei der Arbeit beteiligt, die ab 1944 als PdA bekannt wurde. Die PdA wurde 1944 als Nachfolgeorganisation der zwischen 1939 und 1941 verbotenen Kommunistischen Partei der Schweiz (KPS) und der Fédération socialiste suisse (FSS) gegründet. Dafflon wurde deren ständiger Sekretär sowie Mitglied des Politbüros.
Während des Zweiten Weltkrieges engagierte er sich als Aktivist in der Untergrundbewegung. 1944 wurde er verhaftet, weil er Personen aus dem Widerstand und anderen Flüchtlingen die Einreise in die Schweiz ermöglicht hatte. 1948 gründete er in Genf die Avivo (Schweizer Senioren-, Invaliden-, Witwen- und Waisenorganisation) und amtierte 1959 bis 1993 als Zentralpräsident der gesamtschweizerischen Organisation. 1970–1987 Gemeinderat (Exekutive) der Stadt Genf, verantwortlich für Sport und Sicherheit. Roger Dafflon war auch der erste kommunistische Stadtpräsident von Genf in den Jahren 1979–1980 und 1984–1985.
Am 4. Dezember 1967 wurde er Nationalrat, dieses Amt hatte Dafflon bis zum 11. September 1984 inne. Sein Nachfolger wurde Armand Magnin.